# Banco de la Provincia de Buenos Aires (Casa Matriz)
La Casa Matriz del Banco de la Provincia de Buenos Aires es un edificio monumental en la ciudad de La Plata (Argentina). Inaugurado en 1886, y ampliado en 1912 y en los años '70, es la principal sucursal de la institución junto con la Casa Central que funciona en Buenos Aires.

## Historia
Este edificio fue la obra más importante hecha por el Banco Provincia en el siglo XIX. Para ella se convocó en marzo de 1882 un concurso público, del cual participaron varios estudios de arquitectura y, como resultado, se seleccionó el proyecto de los arquitectos Juan Antonio Buschiazzo y Luis A. Viglione. La construcción se contrató en marzo de 1883 y la habilitación se hizo el 19 de abril de 1886.
Hasta ese momento, el Banco tenía su antigua Casa Matriz en la ciudad de Buenos Aires, hasta 1880 capital de la Provincia de Buenos Aires. Con la Federalización de la ciudad fue necesaria la creación de una nueva capital para la Provincia, y en 1882 el ingeniero Pedro Benoit trazó los planos de la futura La Plata. La vieja Casa Matriz del Banco de la Provincia estaba en la calle San Martín, entre las actuales calles Bartolomé Mitre y Juan D. Perón, y había sido construida en la década de 1860. Sin embargo, sería demolida en la década de 1930 para construir el actual edificio art decó, en su mismo lugar.

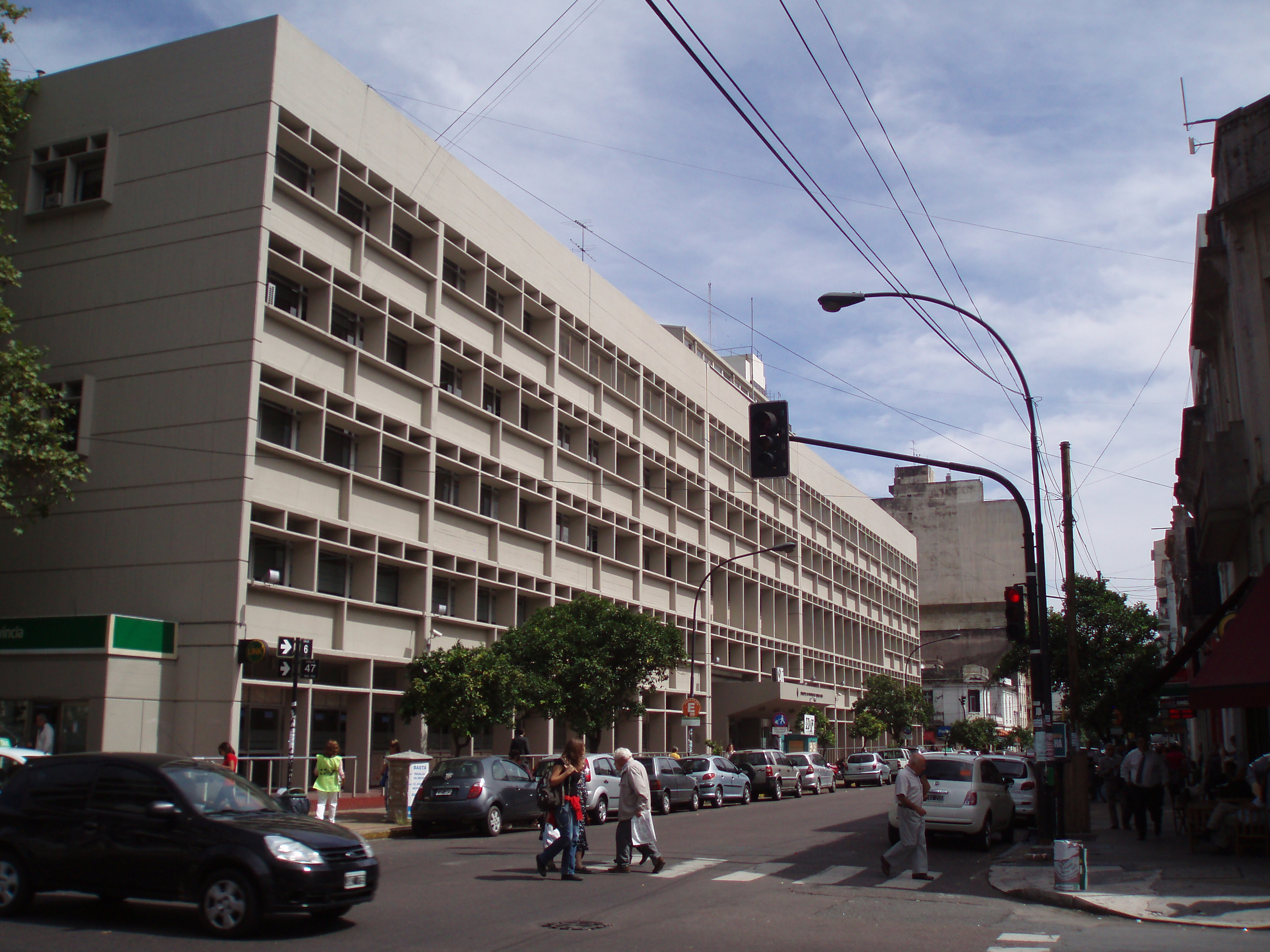
Edificio anexo construido en los '60s.

La Casa Matriz inaugurada en La Plata, sería ampliada en 1912 por el arq. Luis B. Rocca, y por el arq. Atilio J. Rocca en 1932. Décadas después, con el crecimiento de la institución, sería necesaria la construcción de un edificio anexo que se encuentra sobre la calle 6 y fue diseñado por los arquitectos Pomar-Sarmiento-Roca a fines de la década de 1960.

## Arquitectura
Sus características de edificio palaciego, rodeado de jardines en todo su perímetro, le confieren un carácter excepcional dentro del patrimonio arquitectónico del Banco y de la arquitectura bancaria de esa época.